# Piccole danze
Piccole danze è un album della cantante italiana Flavia Fortunato, pubblicato dall'etichetta discografica Fonit Cetra nel 1990.
L'album, disponibile su long playing, musicassetta e compact disc, è prodotto da Giovanni Sanjust e Gabriele Varano.

## Tracce

### Lato A
1. Il deltaplano (Fabrizio Berlincioni-Franco Fasano-Italo Ianne) (1)
2. Mozart (Guido Morra-Maurizio Fabrizio)
3. Piccole danze (Alessandro Lucci-Roberto De Marco) (2)
4. Il vento (Roberto Pacco)
5. La penisola (Fabrizio Berlincioni-Franco Fasano)

### Lato B
1. Cerca un po' chi vuoi (Roberto Pacco)
2. Pezzi di cuore (Egidio Pardini-Franco Serafini)
3. Lettera da Saigon (Alessandro Lucci-Saverio Principini) (2)
4. Giulia (Massimo Bizzarri-Alessandro Centofanti)

Arrangiamenti e realizzazione di Alessandro Centofanti

(1) Arrangiamento e realizzazione Andrea Amati

(2) Arrangiamenti e realizzazione di Alex Lucci

## Formazione
- Flavia Fortunato – voce
- Michele Ascolese – chitarra acustica, chitarra elettrica
- Salvatore Corazza – batteria
- Fabio Pignatelli – basso
- Alessandro Centofanti – tastiera, programmazione
- Marco Rinalduzzi – chitarra acustica, chitarra elettrica
- Alex Lucci – programmazione
- Giuseppe Possemato – chitarra
- Piero Pisano – basso
- Alessandro Cantaro – chitarra